# Кристес
Кристес (нем. Christes) — община в Германии, в земле Тюрингия.
Входит в состав района Шмалькальден-Майнинген. Подчиняется управлению Дольмар. Население составляет 620 человек (на 31 декабря 2010 года). Занимает площадь 15,46 км².

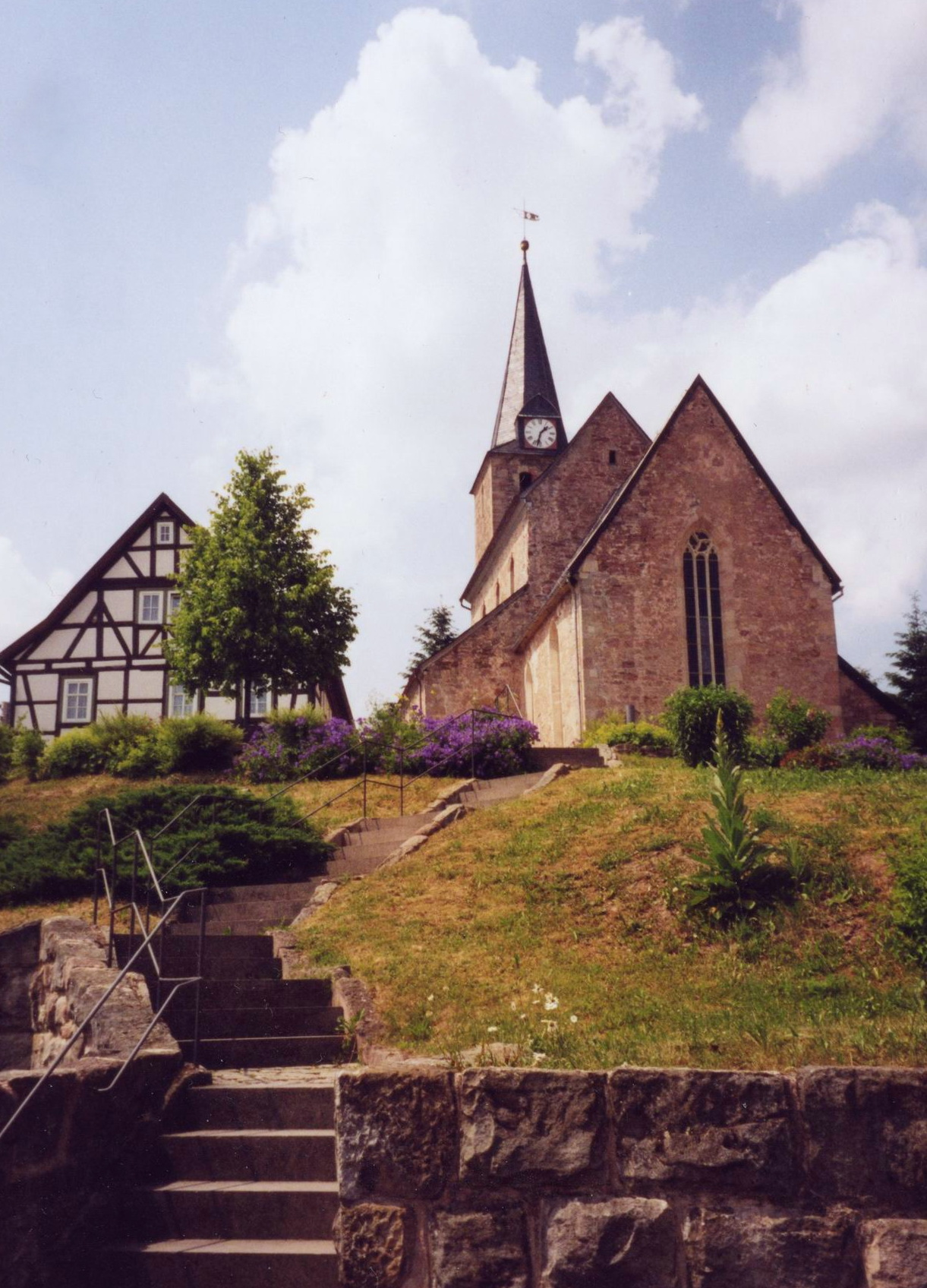
Церковь в готическом стиле в Кристесе